# Церковь Петра и Павла на Якиманке
Церковь Петра и Павла на Якиманке — утраченный православный храм в Москве, известный с XVII века и находившийся на улице Большая Якиманка. Разрушен коммунистами в 1930-е годы, часть стен вошла в построенный четырёхэтажный дом № 31/18.
Церковь находилась в селе Хвостовском (Хвостово), название которого сохранилась в названии 1-го и 2-го Хвостовых переулков. Изначально однако, эти два переулка, находившиеся по бокам от церкви, назывались Петропавловскими.

## История
Впервые церковь на этом месте, вероятно, была построена ещё в XIV веке при боярине Хвостове. Каменная церковь построена стрельцами приказа Ивана Полтева и освящена 24 января 1651 года, о чём сохранялась надпись на плите снаружи храма. Церковь перестраивалась и заново освящалась около 1740 года, затем в 1859 году.
В 1812 году церковь была превращена французами в конюшню, после чего при образе трёх святителей (Василия Великого, Григория Богослова и Иоанна Златоуста) на медной доске была помещена надпись:
Лета от Рождества Христова 1812, когда по гневу Господня галлы с двадесятью языками вторглись в Российскую державу и, неся в себе повсюду адское нечестие, обругивали священные храмы, опровергали, разграбляли и истребляли всякую святыню, тогда рука оных народов не токмо лишила наружного на святых иконах благолепия храм св. первоверховных апостолов Петра и Павла, но и оставила навсегда отпечаток буйной дерзости на сем образе вселенских православных учителей: выстрел пули пронзил прямо в сердце Григория Богослова.

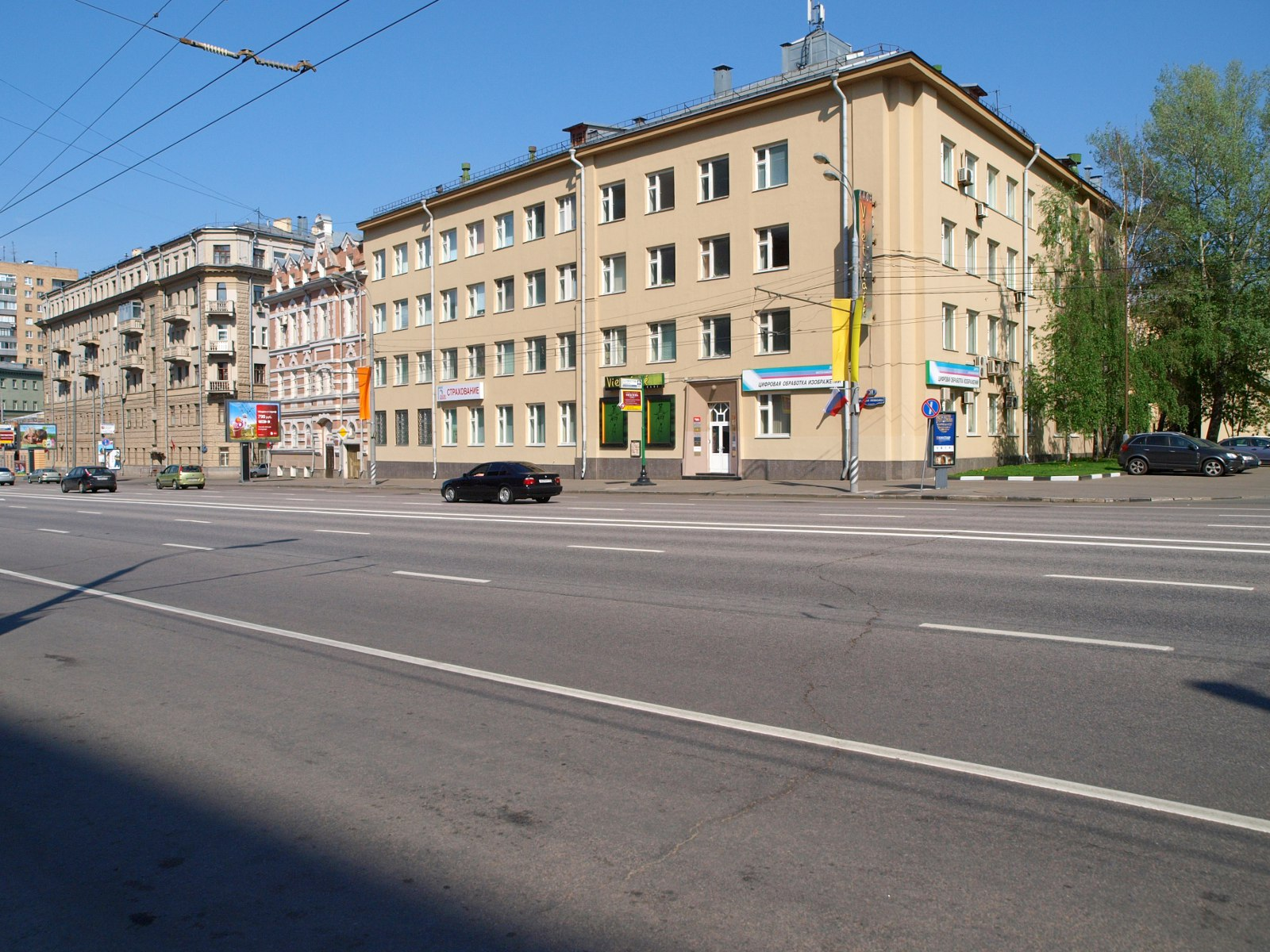
Дом № 31/18 по Большой Якиманке, построенный на месте храма (2010)

В 1922 году после возникновения обновленческого раскола оказалась в ведении обновленцев. При возникновении разделений в обновленческой среде оказалась в ведении «Союза церковного возрождения» и находилась в его ведении до закрытия в октябре 1929 года. После закрытия приспособлена под жильё. В 1930-е годы она была надстроена до четырёх этажей, в 1940-х добавлена пристройка, в начале 1960-х здание с пристройкой переделано и переоформлено для торгового представительства ГДР.

## Архитектура
При первом каменном храме находились приделы Алексия, человека Божия, и Николая Чудотворца. Впоследствии был сооружён также придел Кирика и Иулитты. Обширная трапезная и шатровая колокольня выстроены в 1851—1852 годах в русском стиле архитектором Петром Бурениным.